# TeleShow
TeleShow fue un programa de televisión de farándula y espectáculo paraguayo emitido desde 2006 producido por Makel y llevado al aire gracias a la colaboración de Selene Ortiz, Luis «Piraña» Giménez, Natalia Cabarcos y Pablo Pérez, creadores del formato. Anteriormente se transmitía en el canal Telefuturo, pero desde 2021 hasta 2023 se transmitió en el canal La Tele.

## Historia
Los inicios de TeleShow fueron en algún punto de octubre de 2006, en sus inicios fueron conducidos por Kike Casanova, Pablo Fontirroig, Juan Manuel Salinas y Natalia Cabarcos. En 2008 la conducción estuvo a cargo de Melissa Quiñónez. Durante el verano de 2009 tuvo su versión veraniega de lunes a viernes a las 21:00 p. m. con la conducción de Chiche Corte. En 2010 regresa a la pantalla de Telefuturo en el horario de las 19:00 p. m. esta vez con la conducción de Mili Brítez. En el 2011 el programa se cambia al canal hermano de Telefuturo, La Tele y continúa en la conducción Mili Brítez y un grupo de panelistas nuevos con otros antiguos del programa en el horario de las 19:00 p. m., luego pasándose al horario de las 20:00. A partir del 2015, vuelve a su horario habitual de las 19:00 a finales del 2016. Mili Brítez deja la conducción por motivos personales, en su lugar asume la conducción Álvaro Mora. En el 2017, TeleShow tuvo un programa adicional que se emitió los domingos con el mismo equipo bajo el nombre TeleShow Más conducido por Carmiña Masi y con los mismos panelistas (excluyendo a Álvaro Mora).
El lunes 1 de marzo de 2021, regresó a La Tele. El 6 de diciembre de 2021, se incorporaron dos panelistas nuevas, Natty Balbuena e India Guaraní. El 3 de junio de 2022 se confirmó que Arturo Villasanti conduciría el programa debido a la salida de Álvaro Mora. Desde el 4 de julio hasta su final, el programa se emitió desde las 14:00 p. m. hasta las 15:00 p. m.
El 31 de diciembre de 2023 se informó que el programa fue cancelado debido a los bajos índices de audiencia que recibía y otros problemas de producción. Su último día de emisión fue el 29 de diciembre.

## Impacto mediático
El programa TeleShow y sus integrantes han nutrido por más de una vez a los medios de prensa escrita paraguaya, estos han gastado cientos de litros de tinta en publicar portadas y entrevistas basadas en lo dicho y hecho en el programa. También se ha demostrado la popularidad de TeleShow cuando algunos canales paraguayos, no sólo el oficial La Tele, comentan las diversas declaraciones hechas en el programa.

## Equipo por temporadas

### Conductor(es)
- Arturo Villasanti (2022-2023)
- Álvaro Mora (2016-2022)
- Mili Brítez (2010-2016)
- Chiche Corte (2009)
- Melissa Quiñónez (2008)
- Kike Casanova (2006-2008)

### Noteros y movileros
- Sebastián Rodríguez (2019-2023)
- Oscar Fadlala (2017-2018)
- Anabel Arias (2015-2016)
- William Castillo (2013-2014)
- Edwin Storrer (2011-2013)
- Daisy Caballero  (2008-2010)
- Florencia Gismondi (2006-2007)

### Panelistas
- Natty Balbuena (2021-2023)[4][5]
- India Guaraní (2021-presente)[4][5]
- Juan Manuel Salinas (2006-2008) (2021-2023)
- Arturo Villasanti (2016-2022)
- César Trinidad (2016-2018 / 2019-2023)
- Sebastián Rodríguez (2018 / 2020-2023)
- Natalia Sosa Jovellanos (2020-2021)
- Soledad Cardozo (2020-2021)
- Helem Roux (2019-2020)
- Carmiña Masi (2016-2019)
- Carlos Gómez (2018-2019)
- Dahiana Bresanovich (2018-2020)
- Norita Rodríguez (2010 / 2016-2018)
- Silvia Süller (2017) (reemplazando a Carmiña Masi en un corto tiempo)
- María Laura Olitte (2016)
- Larissa Riquelme (2010 / 2014-2016)
- Juan Carlos Samaniego (2007-2015)
- Aníbal Pachano (2015) (reemplazando a Fabiola Martínez en un corto tiempo)
- Amparo Velázquez (2015)
- Fabiola Martínez (2014-2015 / 2021-2023)
- Liliana Álvarez (2011-2015)
- Edwin Storrer (2014)
- Gloria Jara (2014)
- Juan Carlos Moreno (2007-2008 / 2010-2014)
- Karina Doldán (2013)
- Cynthia Tarragó (2011-2012)
- Fabiana Casadío (2007-2010)
- Ana Ríos (2009)
- Milva Gauto (2008) (2018)
- Yehimy Allison (2007-2008)
- Celina Gracia (2007)
- Pablo Fontirroig (2006-2007)
- Natalia Cabarcos (2006-2007)